# 利斯納科洛納
50°55′41″N 29°17′58″E / 50.92806°N 29.29944°E
利斯納科洛納（烏克蘭語：Лісна Колона），是烏克蘭北部的村莊，隸屬日托米爾州的科羅斯滕區。該村始建於1935年，面積0.8平方公里，海拔高度164米，2001年人口169，人口密度每平方公里210.72人。